# Luspberget
Luspberget är ett naturreservat i Storumans kommun i Västerbottens län.
Området är naturskyddat sedan 2009 och är 457 hektar stort. Reservatet omfattar berget med detta namn och dess nordostsluttning vid södra stranden av Luspsjön. Reservatet består av barrskog med inslag av lövträd samt även några små tjärnar.